# Fischhof (Deising)
Fischhof ist eine Wüstung im Landkreis Kelheim.
Der Fischhof war ein Ortsteil der ehemaligen Gemeinde Deising. In den Amtlichen Ortsverzeichnissen für Bayern wurde er letztmals in der Ausgabe von 1928 genannt, als Einöde mit einem Wohngebäude und acht Einwohnern, zugehörig zur einen Kilometer entfernten katholischen Pfarrei und Schule in Altmühlmünster. Der Fischhof lag 300 Meter südöstlich vom Martlhof auf einer Höhe von etwa 453 m in einem nach Osten zum Altmühltal abfallenden Trockental auf der heutigen Gemarkung Zell.